# 1948 en musique classique
| \| • Retour à la chronologie générale de la musique classique • \| |
| Grèce • Rome • Haut Moyen Âge • VIIIe siècle • IXe siècle • Xe siècle • XIe siècle XIIe siècle • XIIIe siècle • XIVe siècle • XVe siècle • XVIe siècle • XVIIe siècle XVIIIe siècle • XIXe siècle • XXe siècle • XXIe siècle |
| • Retour à la chronologie générale de la musique classique • |

| Années en musique classique : 1945 - 1946 - 1947 - 1948 - 1949 - 1950 - 1951    |
| Décennies en musique classique : 1910 - 1920 - 1930 - 1940 - 1950 - 1960 - 1970 |

## Événements

### Créations
- 9 janvier : la Symphonie no 3 de Walter Piston, créée par l'Orchestre symphonique de Boston sous la direction de Serge Koussevitzky.
- 27 février : la Symphonie no 4 In Memoriam de Gian Francesco Malipiero, créée à Boston.
- 2 avril : la Symphonie no 4 de Karl Amadeus Hartmann, créée par Hans Rosbaud à Munich.
- 4 avril : Double concertino pour clarinette et basson, avec orchestre à cordes et harpe de Richard Strauss, créé à Lugano.
- 6 avril : la Symphonie no 1 de Witold Lutosławski, créée à Katowice par l'orchestre radio symphonique de Pologne sous la direction de Grzegorz Fitelberg.
- 20 mai : la Symphonie no 4 de Darius Milhaud, pour célébrer le 100e anniversaire de la Révolution de 1848, créée à Paris sous la direction du compositeur.
- 21 mai : Les Demoiselles de la nuit, première représentation des Ballets de Paris de Roland Petit.
- 27 octobre : la Messe d'Igor Stravinsky, créée à la Scala de Milan sous la direction d'Ernest Ansermet.

#### Date non précisée
- Knoxville: Summer of 1915 de Samuel Barber, créé par la soprano Eleanor Steber et l'orchestre symphonique de Boston dirigé par Serge Koussevitzky.
- Four Anniversaries pour le piano de Leonard Bernstein.
- Sérénade pour flûte, hautbois et basson de Wolfgang Fortner.
- la Symphonie no 1 (1re version) de Hans Werner Henze, créée sous la direction du musicien.
- la Symphonie no 1 de Sergueï Taneïev (écrite en 1874) est créée.

### Autres
- 1er janvier : concert du nouvel an de l'orchestre philharmonique de Vienne au Musikverein, dirigé par Clement Kraus.
- 22 juillet : Premier Festival international d'art lyrique d'Aix-en-Provence.
- Fondation du Deller Consort par Alfred Deller.
- Fondation de l'Orchestre symphonique de la radio nationale bulgare.
- Fondation de la Maîtrise Gabriel Fauré.

## Prix
- Hans Erich Apostel reçoit le Prix de la ville de Vienne de musique.
- La Symphonie no 3 de Howard Hanson reçoit le Prix Pulitzer de musique.

## Naissances
- 5 janvier :

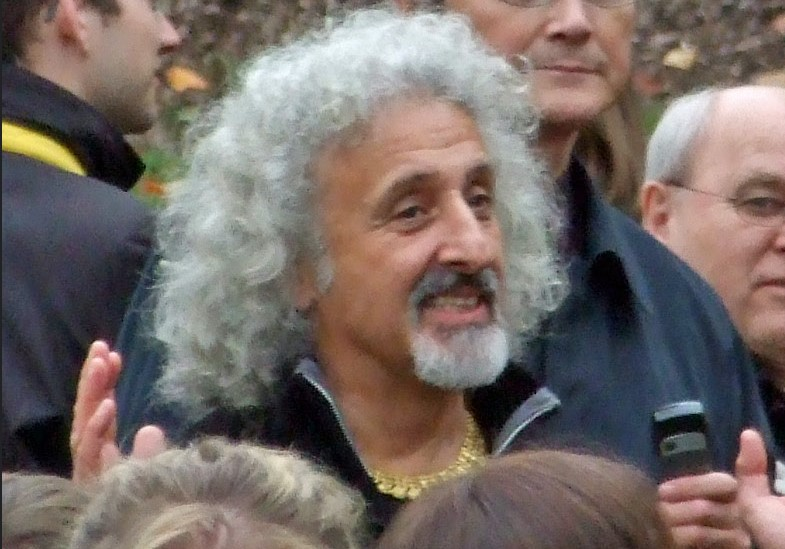
Mischa Maisky

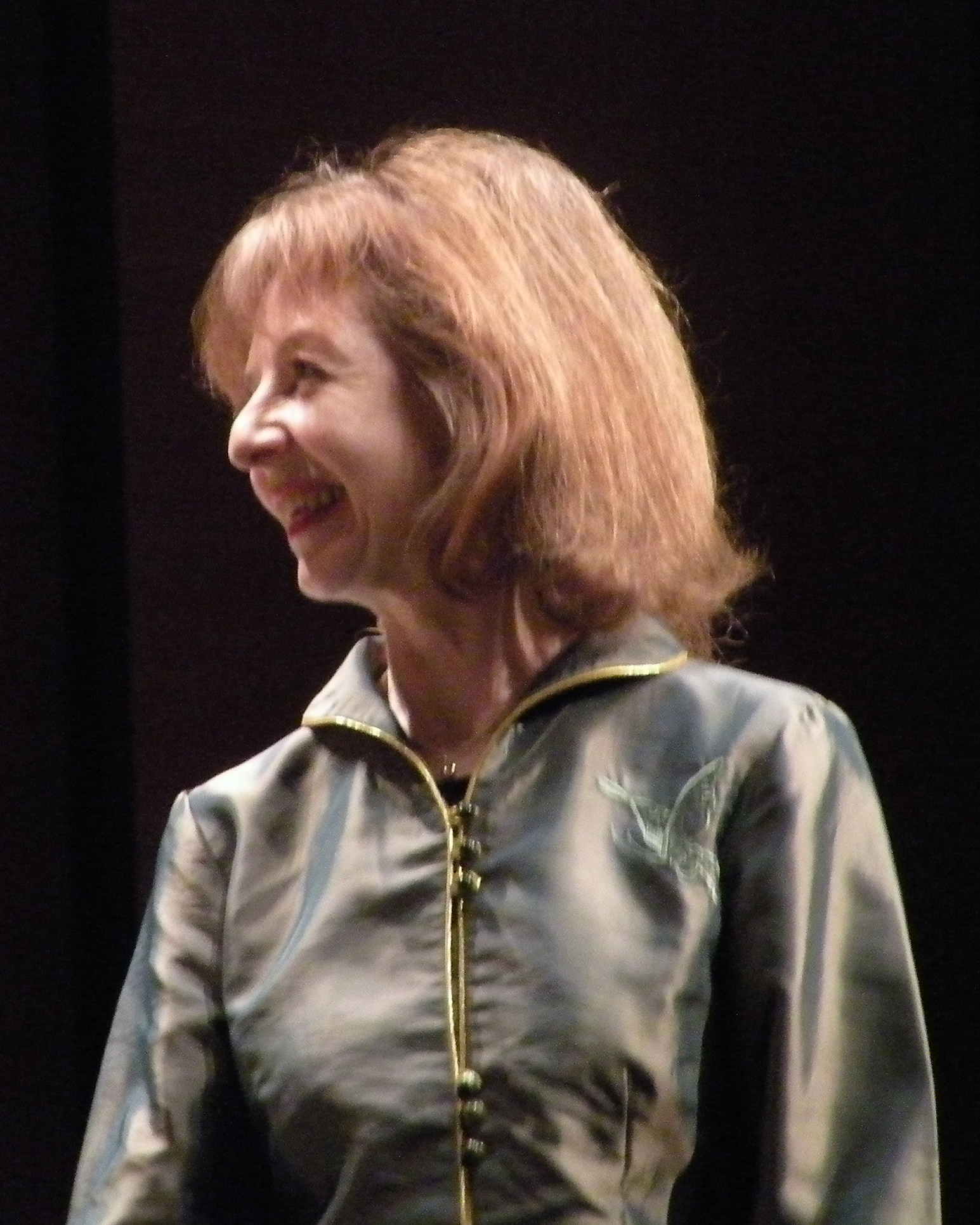
Anne Queffélec

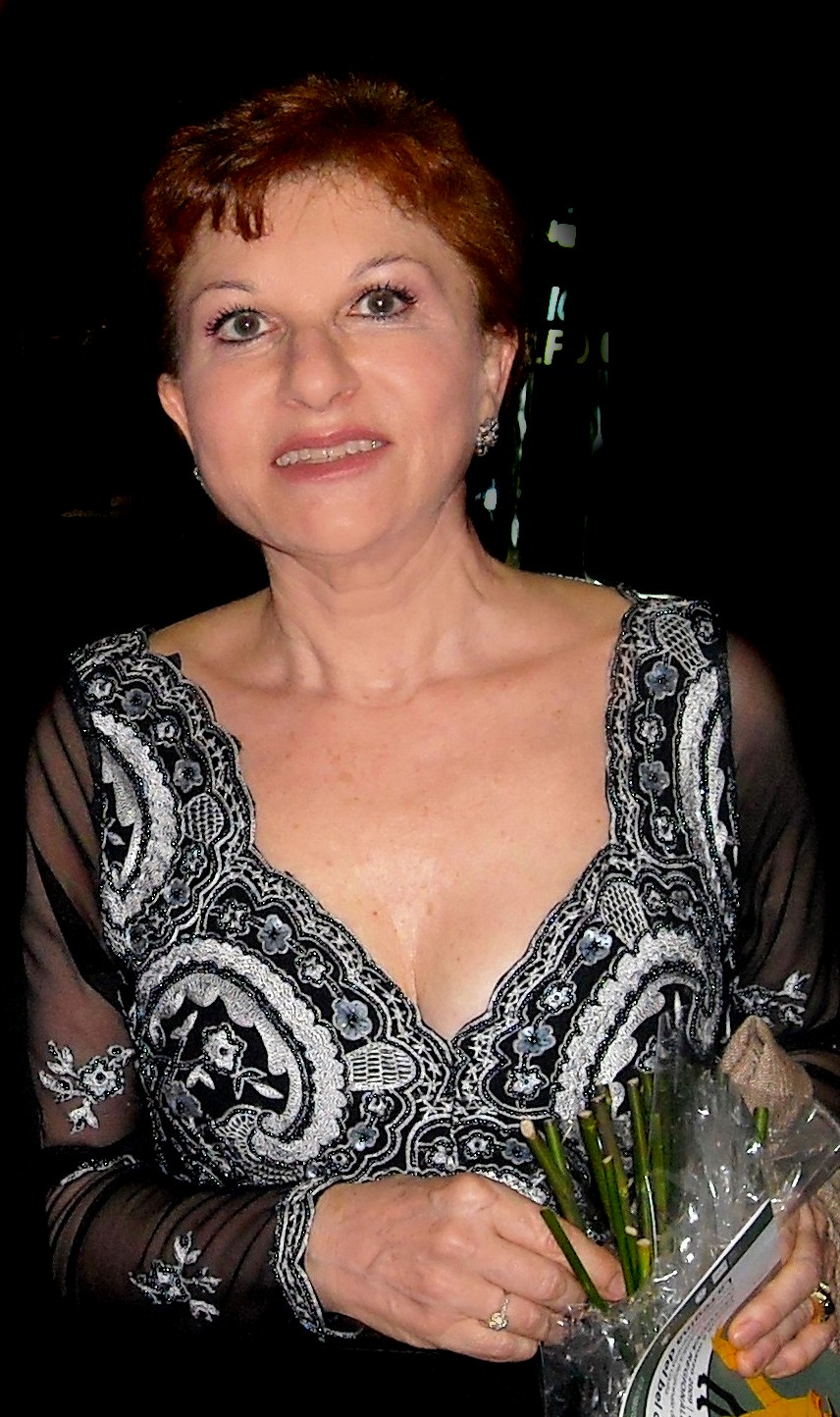
Mariella Devia

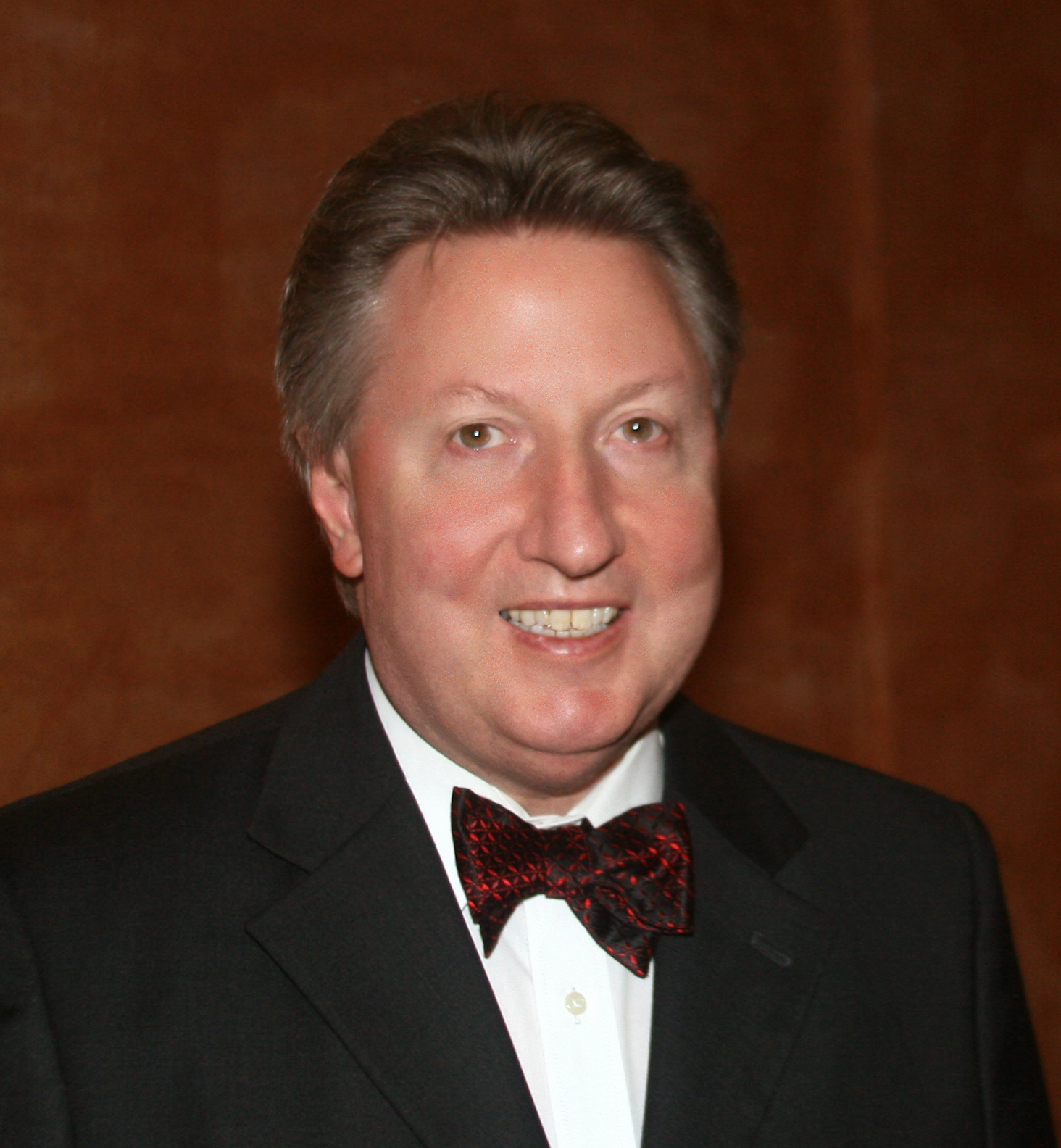
Leslie Howard

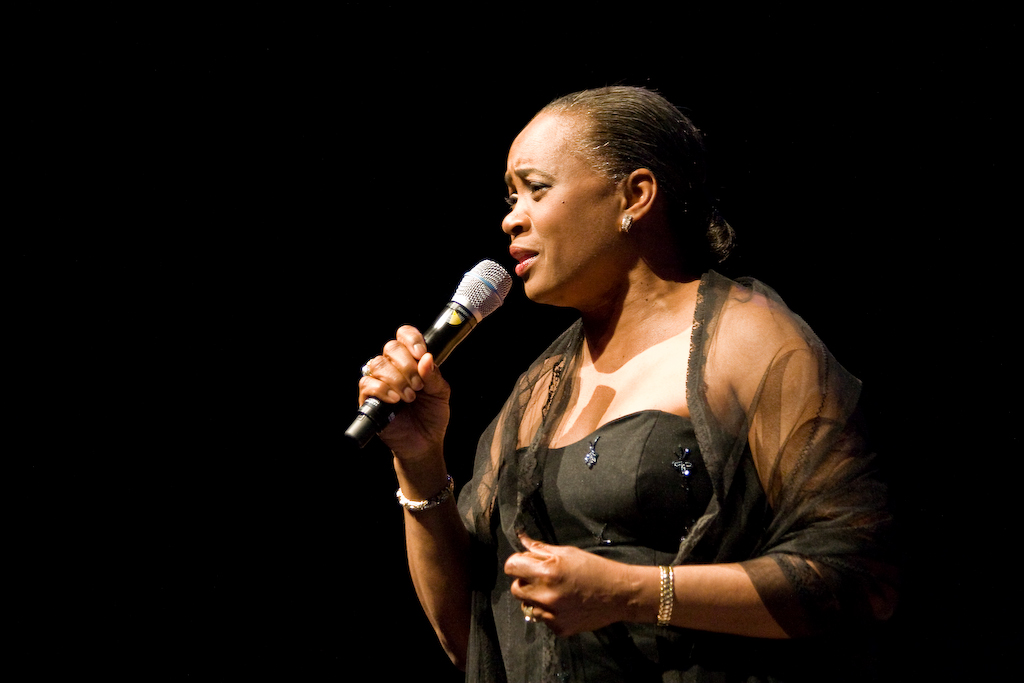
Barbara Hendricks

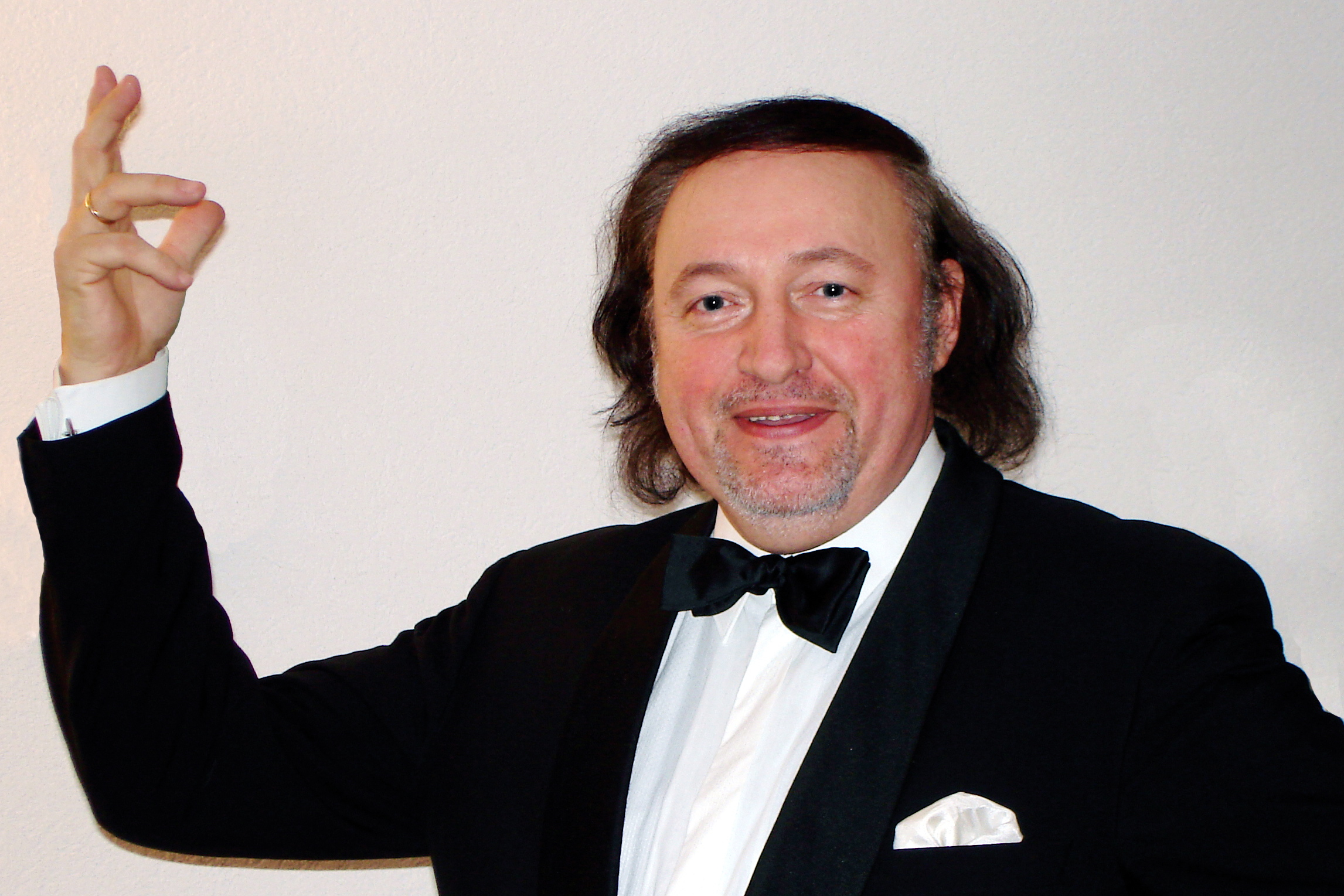
Igor Morozov

  - Gérard Le Vot, musicologue français.
  - Robert Orledge, musicologue et historien de la musique britannique.
  - Miklós Perényi, violoncelliste hongrois.
- 7 janvier : Marjan Mozetich, compositeur canadien.
- 10 janvier : Mischa Maisky, violoncelliste israélien.
- 14 janvier : Pierre Réach, pianiste français.
- 17 janvier : Anne Queffélec, pianiste française.
- 20 janvier : Alain Planès, pianiste français.
- 27 janvier : Jean-Philippe Collard, pianiste classique français.
- 31 janvier : Kolos Kováts, basse hongroise.
- 2 février : Theo Brandmüller, compositeur allemand († 26 novembre 2012).
- 5 février : Daniel Bouldjoua, organiste et compositeur vaudois.
- 13 février :
  - Junko Mori, compositrice et professeur japonais.
  - Hans-Jörg Schellenberger, hautboïste allemand.
- 28 février : Gisèle Barreau, compositrice française.
- 5 mars : Richard Hickox, chef d'orchestre anglais († 23 novembre 2008).
- 11 mars : Franz Lambert, compositeur et organiste allemand.
- 19 mars : Peep Lassmann, pianiste estonien.
- 26 mars : Chung Kyung-wha, violoniste sud-coréenne.
- 3 avril : Garrick Ohlsson, pianiste américain.
- 9 avril : Claudio Ambrosini, compositeur italien.
- 12 avril : Mariella Devia, soprano italienne.
- 15 avril : Guy van Waas, chef d'orchestre, clarinettiste et organiste belge.
- 18 avril : Catherine Malfitano, chanteuse d'opéra soprano américaine.
- 29 avril : Leslie Howard, pianiste et compositeur britannique.
- 6 mai : Jacques Israelievitch, violoniste français († 5 septembre 2015).
- 12 mai : Doris Soffel, mezzo-soprano allemande.
- 17 mai : Henry Fourès, historien et musicien français.
- 18 mai : Mikko Heiniö, compositeur et musicologue finlandais.
- 28 mai : Zoubir Rahal, violoniste algérien.
- 6 juin : Christian Villeneuve, compositeur, pédagogue et organiste français († 26 juin 2001).
- 19 juin : Sandro Gorli, compositeur italien.
- 20 juin : Anne-Marie Barat, organiste française.
- 21 juin : Philippe Hersant, compositeur français.
- 23 juin : Nigel Osborne, compositeur anglais.
- 25 juin : Catherine Michel, harpiste française.
- 26 juin : Gérard Caussé, altiste français.
- 1er juillet : Mario Venzago, pianiste et chef d'orchestre suisse.
- 2 juillet : Sylvain Cambreling, chef d'orchestre français.
- 3 juillet : Peter Ruzicka, compositeur allemand.
- 9 juillet : Jeanne Zaidel-Rudolph, compositrice, pianiste et professeur sud-africaine.
- 11 juillet : Norman Lebrecht, écrivain, et critique d'art et de musique classique britannique.
- 16 juillet : Pinchas Zukerman, violoniste, altiste et chef d'orchestre israélien.
- 19 juillet : John Holloway, violoniste et chef d'orchestre britannique.
- 26 juillet : Pierre Pradier, pianiste français.
- 27 juillet : Christopher Jackson, organiste, claveciniste et chef de chœur canadien († 25 septembre 2015).
- 28 juillet : Herbert Henck, pianiste allemand († 17 janvier 2025).
- 3 août : Ivan Monighetti, violoncelliste et pédagogue letton.
- 6 août : Llorenç Barber, musicien, compositeur, musicologue et artiste sonore espagnol.
- 9 août : Joseph Villa, pianiste américain († 13 avril 1995).
- 13 août : Kathleen Battle, soprano américaine.
- 14 août : Boris Pergamenchtchikov, violoncelliste russe († 30 avril 2004).
- 27 août : Allen Shawn, compositeur classique, pianiste, enseignant et auteur américain.
- 30 août : Jukka Tiensuu, compositeur, pianiste et chef d'orchestre finlandais.
- 15 septembre : Amalie Malling, pianiste classique danoise.
- 4 octobre : Jean Boyer, organiste français († 28 juin 2004).
- 6 octobre : Glenn Branca, compositeur et guitariste américain.
- 11 octobre : David Rendall, ténor britannique († 21 juillet 2025).
- 15 octobre : Jean-Pierre Caens, saxophoniste français.
- 17 octobre : Ryō Noda, saxophoniste et compositeur japonais.
- 22 octobre :
  - Håkon Austbø, pianiste norvégien.
  - Bo Holten, compositeur et chef d'orchestre danois.
- 16 novembre : Walter van Hauwe, flûtiste néerlandais.
- 17 novembre : Mohamed Garfi, musicologue, chef d'orchestre et compositeur tunisien.
- 20 novembre : 
  - Wilbert Hazelzet, flûtiste néerlandais.
  - Daniel Heifetz, violoniste américain.
  - Barbara Hendricks, soprano américaine.
- 28 novembre : Mariana Nicolesco, soprano roumaine († 14 octobre 2022).
- 8 décembre : Martine Géliot, harpiste française († 7 février 1988).
- 20 décembre : Mitsuko Uchida, pianiste japonaise.

### Date indéterminée
- Michel Arrignon, clarinettiste français († 12 mars 2025).
- Bruno d'Auzon, compositeur de musique électroacoustique français.
- Igor Morozov, artiste lyrique russe.
- Éric Mulard, compositeur français de musique électroacoustique.
- Jean-Louis Robert, pianiste, compositeur et pédagogue belge († 1979).
- Guy Sacre, compositeur, pianiste et critique musical français.

## Décès

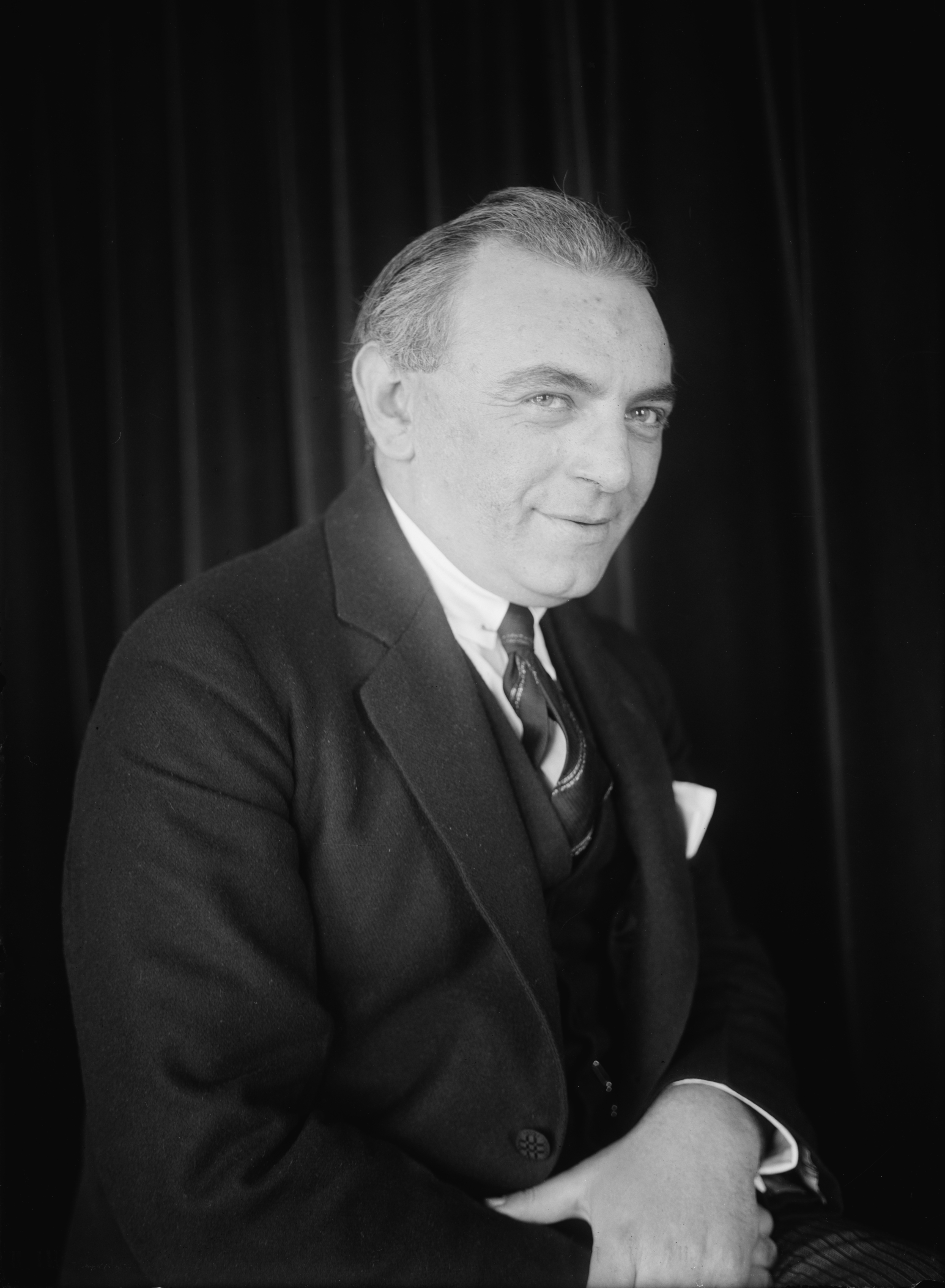
Ignaz Friedman

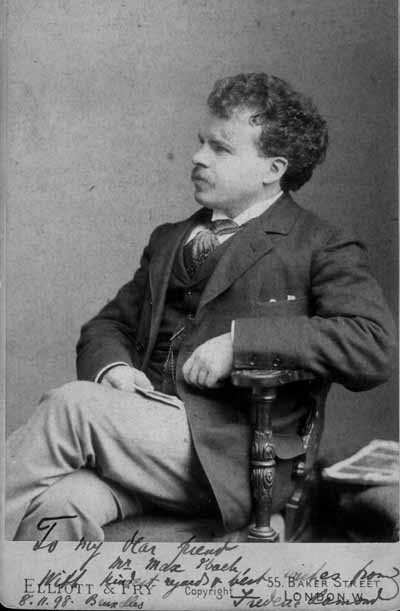
Frederic Lamond

- 1er janvier : Hermann Zilcher, compositeur, pianiste et pédagogue musical allemand (° 18 août 1881).
- 8 janvier : Richard Tauber, ténor autrichien (° 16 mai 1891).
- 9 janvier : 
  - Violet Gordon-Woodhouse, claveciniste et clavicordiste britannique (° 23 avril 1872).
  - Oskar Jascha, compositeur et chef d'orchestre autrichien (° 4 juin 1881).
- 21 janvier : Ermanno Wolf-Ferrari, compositeur italien (° 12 janvier 1876).
- 26 janvier : Ignaz Friedman, pianiste et compositeur polonais (° 13 février 1882).
- 14 février : Mario Mascagni, compositeur, chef d'orchestre et enseignant italien (° 21 décembre 1881).
- 21 février : Frederic Lamond, pianiste et compositeur écossais (° 28 janvier 1868).
- 7 mars : François Urbain Olivier, compositeur et critique musical suisse (° 9 octobre 1907).
- 24 mars : Constantin Igoumnov, pianiste russe (° 1er mai 1873).
- 21 avril : Carlos López Buchardo, compositeur argentin (° 12 octobre 1881).
- 24 avril :
  - Manuel María Ponce, compositeur mexicain (° 8 décembre 1882).
  - Jāzeps Vītols, compositeur, pianiste, chef de chœur, pédagogue et critique musical letton (° 26 juillet 1863).
- 12 mai : Isidore Achron, pianiste et compositeur (° 24 novembre 1892).
- 17 mai : Olga Samaroff, pianiste classique, critique musicale et professeur américaine (° 8 août 1880).
- 1er juin : José Vianna da Motta, pianiste, enseignant, et compositeur portugais (° 22 avril 1868).
- 7 juin : Georges Hüe, compositeur français (° 6 mai 1858).
- 8 juin : François Ruhlmann, chef d'orchestre belge (° 11 janvier 1868).
- 13 juin : Pascual Marquina Narro, compositeur et chef d'orchestre espagnol (° 16 mai 1873).
- 14 juin : John Blackwood McEwen, compositeur écossais (° 13 avril 1868).
- 22 juin : Émile Poillot, organiste et pianiste français (° 10 mars 1886).
- 27 juin : George Templeton Strong, compositeur américain (° 26 mai 1856).
- 27 août : Oscar Lorenzo Fernández, compositeur brésilien (° 4 novembre 1897).
- 14 septembre : 
  - Paul Brunold, claveciniste, organiste et musicologue français (° 14 octobre 1875).
  - Vernon Dalhart, chanteur et compositeur américain (° 6 avril 1883).
- 4 octobre : Georg Kulenkampff, violoniste allemand (° 23 janvier 1898).
- 10 octobre : Siegmund von Hausegger, compositeur et chef d'orchestre autrichien (° 16 août 1872).
- 24 octobre : Franz Lehár, compositeur autrichien d'origine hongroise (° 30 avril 1870).
- 27 octobre : Charles-Gaston Levadé, compositeur français (° 3 janvier 1869).
- 30 juin : Claudio Guastalla, librettiste d'opéra italien (° 7 novembre 1880).
- 12 novembre : Umberto Giordano, compositeur italien (° 28 août 1867).
- 22 novembre : Clara Mathilda Faisst, compositrice, pianiste et écrivain allemande (° 22 juin 1872).
- 23 novembre : Uzeyir Hajibeyov, compositeur, chef d'orchestre, scientifique, producteur, professeur et traducteur azéri (° 18 septembre 1885).
- 24 novembre : Raoul Koczalski, pianiste polonais (° 3 janvier 1884).

### Date indéterminée
- Juliette Toutain, pianiste, organiste et compositrice française (° 22 juillet 1877).